# دخترعمو بت (فیلم)
دخترعمو بت (انگلیسی: Cousin Bette) یک فیلم کمدی-درام بریتانیایی است که در سال ۱۹۹۸ منتشر شد. این فیلم برپایهٔ رمان دخترعمو بت اثر انوره دو بالزاک ساخته شده است.

## بازیگران
- جسیکا لنگ
- الیزابت شو
- کلی مکدونالد
- ادن یونگ
- هیو لوری
- باب هاسکینز
- جرالدین چاپلین
- توبی جونز
- لورا فریزر
- توبی استیونز
- فیلیپ جکسون